# 芝山宣豊
芝山 宣豊（しばやま のぶとよ）は、江戸時代前期の公卿。堂上家（家格は名家、藤原北家高藤流勧修寺庶流）である芝山家初代。

## 経歴
勧修寺晴豊の子である右衛門尉・阿部致康の子として誕生した。始め大蔵卿・勧修寺宣豊を名乗る。叔父・権大納言勧修寺光豊の猶子となる。
官位は正二位・権大納言。
元禄3年（1690年）、薨去。

## 系譜
- 父：阿部致康（1585-1645）
- 母：不詳
- 妻：家女房 - 佐山氏
  - 三男：阿部房豊（1639-1706） - 阿部致康の養子
- 生母不明の子女
  - 男子：芝山定豊（1638-1707）
  - 男子：芝山宣助（1639-1704）
  - 男子：安倍瑞屯（?-1708） - 安倍順貞の養子
  - 女子：安倍瑞屯養女 - 設楽貞政室